# Rasen-Schmiele

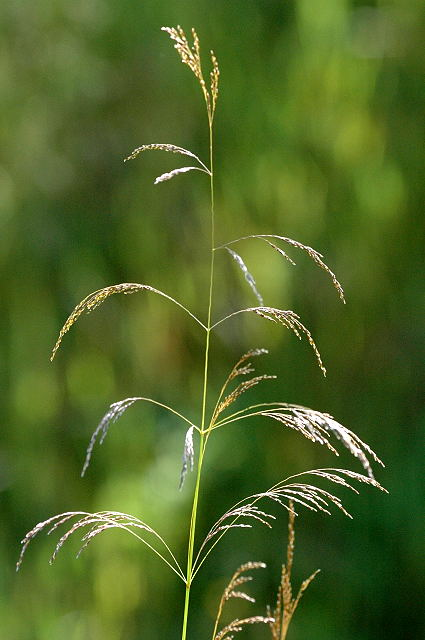
Blütenstand

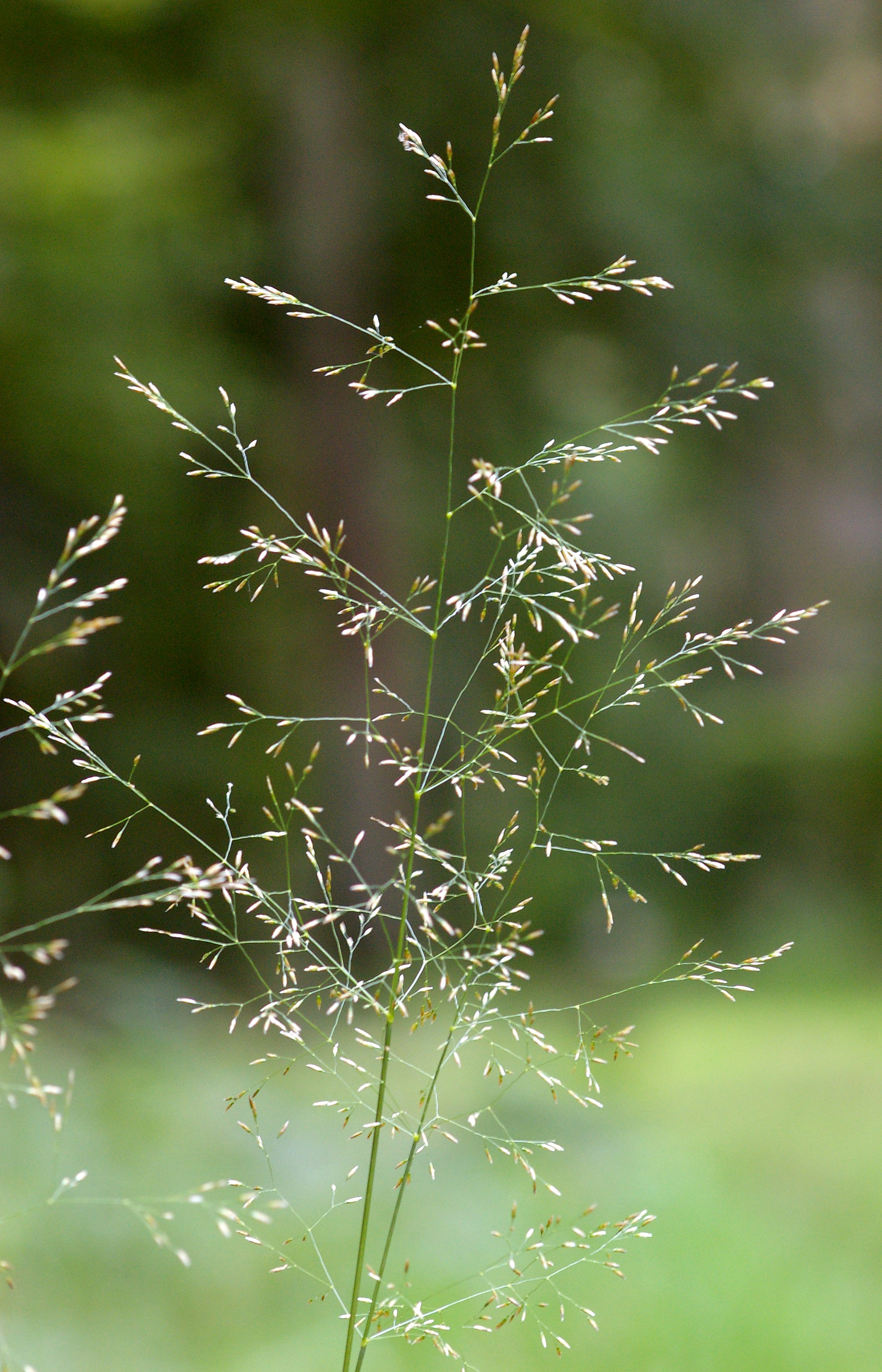
Blütenrispe

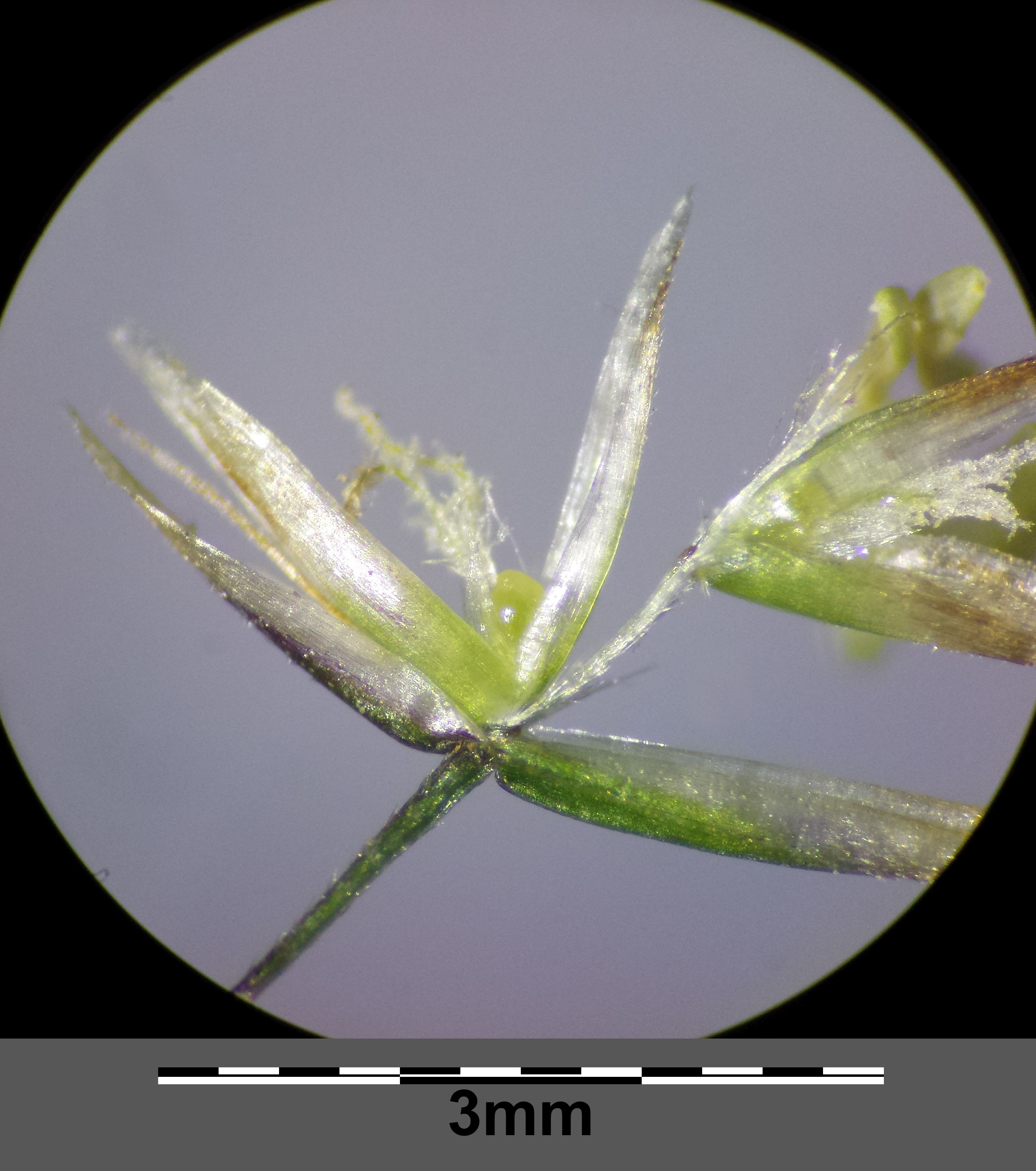
Ährchen von Deschampsia cespitosa subsp. cespitosa

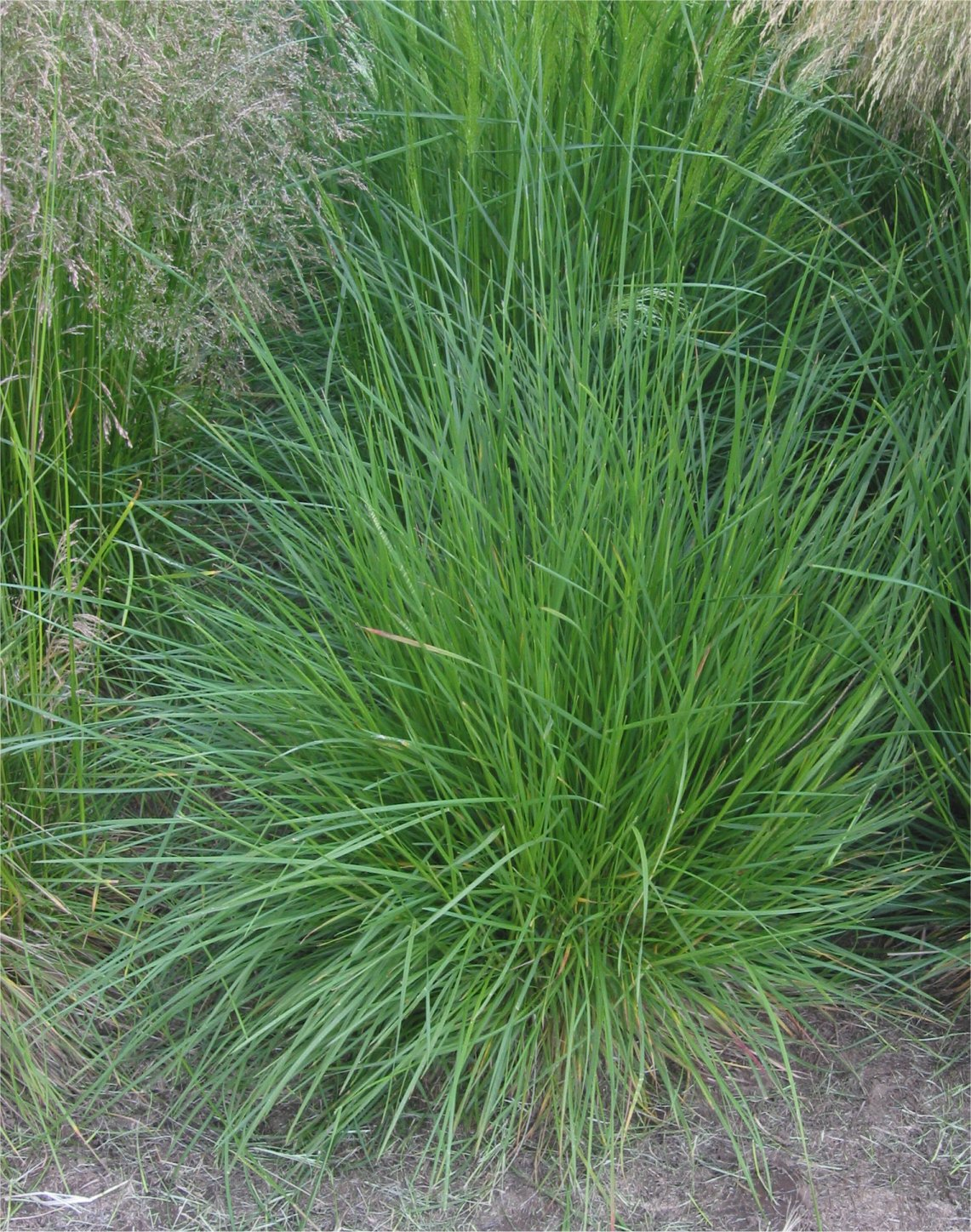
Die Rasen-Schmiele bildet einen dichten Horst

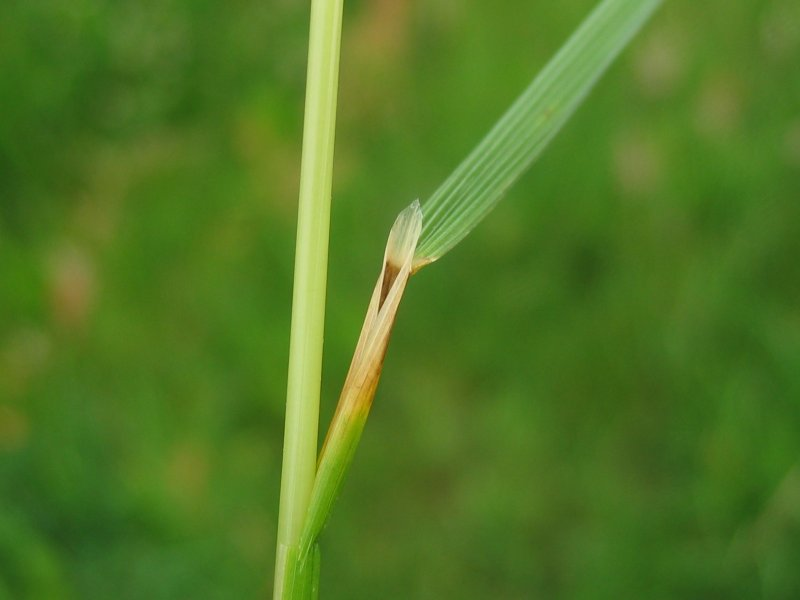
Blattscheide und Blatthäutchen (Ligula)

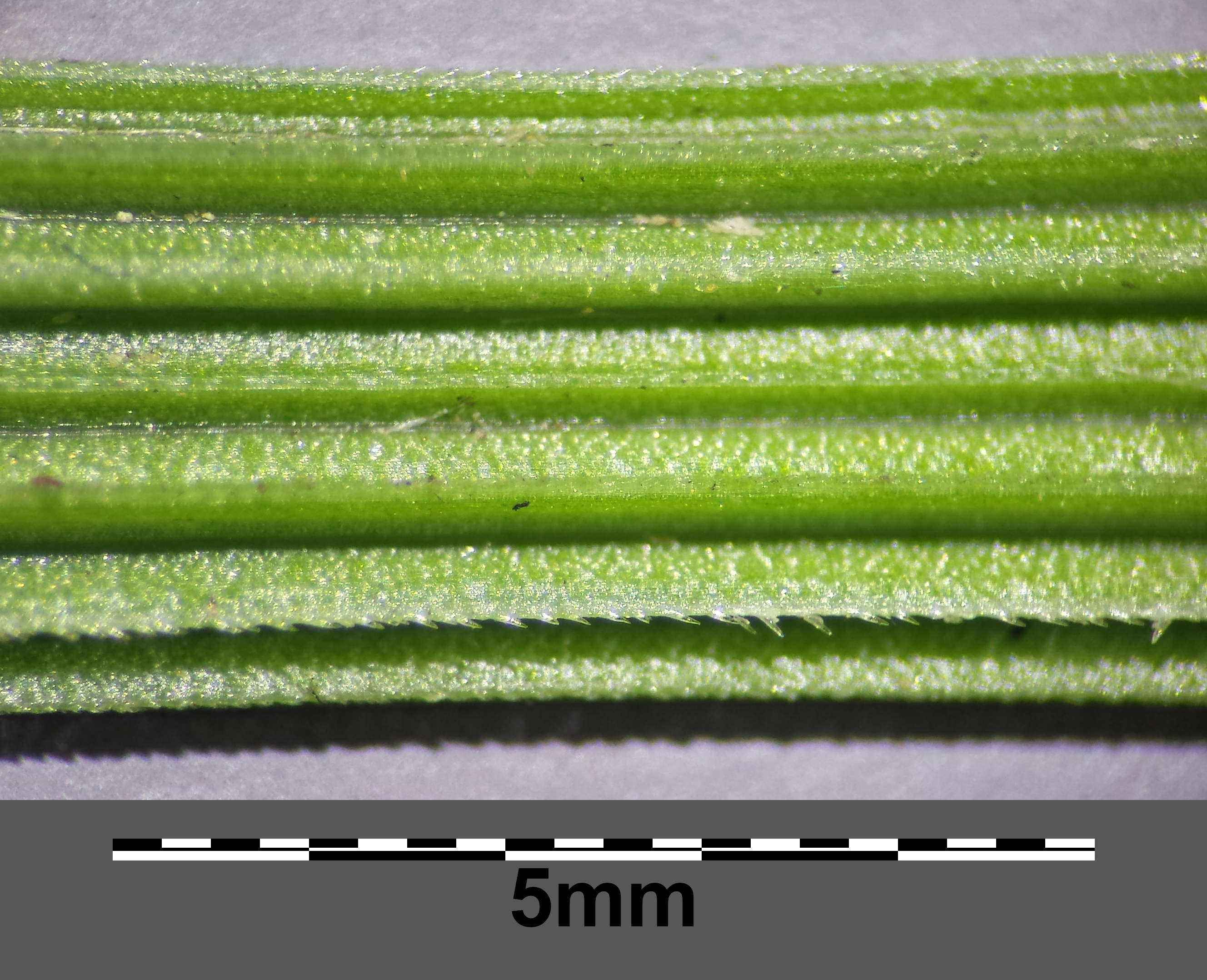
Blattspreite von Deschampsia cespitosa subsp. cespitosa

Die Rasen-Schmiele (Deschampsia cespitosa) ist eine Pflanzenart innerhalb der Familie der Süßgräser (Poaceae). Sie ist in den gemäßigten bis arktischen Gebieten Eurasiens sowie Nordamerikas weitverbreitet.

## Beschreibung

### Erscheinungsbild und Blatt
Die Rasen-Schmiele ist eine überwinternd grüne, ausdauernde krautige Pflanze und erreicht Wuchshöhen von meist 30 bis 150, selten bis zu 200 Zentimetern. Durch die Bildung zahlreicher Erneuerungssprossen, die innerhalb der untersten Blattscheiden empor wachsen, erreicht sie einen dichten Wuchs und bildet dichte, grobe Horste aus.
Die wechselständig an den Halmen angeordneten Laubblätter sind in Blattscheide und Blattspreite gegliedert. Die Blattscheiden sind kahl. Die 10 bis 60 Zentimeter langen und 2 bis 5 Millimeter breiten, meist flachen Blattspreiten sind auf der Oberseite auffallend rau und der Unterseite glatt. Die Blattspreiten weisen eine charakteristische sieben- bis elf-parallelrippige Struktur auf. Das Blatthäutchen ist als 6 bis 8 Millimeter langer, häutiger Saum deutlich ausgeprägt.

### Blütenstand, Blüte und Frucht
Der pyramidenförmig angeordnete, aufrechte oder an der Spitze nickende rispige Blütenstand ist bis zu 50 Zentimeter lang und bis zu 20 Zentimeter breit. Die Rispenäste, die zu dritt bis neunt in Büscheln von der glatten Hauptachse abgehen, fühlen sich rau an. Die einzelnen, zweiblütigen Ährchen sind nur 4 bis 5 Millimeter lang und sind nie in Brutknospen umgebildet.
Die obere, dreinervige Hüllspelze ist bei einer Länge von 3 bis 4 Millimetern lanzettlich mit spitz zulaufendem oberen Ende. Die untere Hüllspelze ist nur einnervig. Die Granne überragt die fünfnervige, bei einer Länge von 3 bis 4 Millimetern länglich-elliptische Deckspelze im Allgemeinen nicht. Die Vorspelzen sind so lang wie die Deckspelzen. Die Staubbeutel sind 1 bis 2 Millimeter lang.
Die Karyopse ist etwa 2 Millimeter lang.
Die Chromosomenzahl beträgt 2n = 26, 28, 52 oder 56.

## Ökologie und Phänologie
Die Rasen-Schmiele ist ein Hemikryptophyt und ein Horstgras. Die Rasen-Schmiele wurzelt bis zu 1 Meter tief. Die vegetative Vermehrung erfolgt durch unterirdische Ausläufer. Die Spaltöffnungen befinden sich in den dazwischen liegenden Rinnen, und sie werden bei Trockenheit durch ein schwaches Einrollen des Blattes geschützt. Die Rippen sind rückwärts rau, was vermutlich als Fraßschutz dient.
Die Blütezeit reicht in Mitteleuropa von Juni bis August. Blütenökologisch handelt es sich um Windblütigkeit nach dem „Langstaubfädigen Typ“.
Diasporen (Ausbreitungseinheiten) sind die von den Deck- und Vorspelzen umhüllten Karyopsen. Die so gebildeten Spelzfrüchte sind relativ leicht und unterliegen der Windausbreitung als Windstreuer bzw. als Ballonflieger oder der Ausbreitung durch Wasser als Regenschwemmling bzw. als Schwimmfrucht. Wegen der langen, knieförmig gekrümmten und hygroskopischen Granne können sie auch im Fell von Tieren haften bleiben und sich am feuchten Boden durch hüpfende Bewegungen selbst ausbreiten. Dazu kommt die Zufallsausbreitung durch fressende Huftiere. Die Karyopsen sind Lichtkeimer. Fruchtreife ist von August bis Oktober.

## Vorkommen und Weidewirtschaft
Das Verbreitungsgebiet der Rasen-Schmiele umfasst weite Teile der gemäßigten bis arktischen Gebieten Eurasiens sowie Nordamerikas. In Nordamerika ist sie aber wahrscheinlich ursprünglich nicht heimisch gewesen. Innerhalb von Bergregionen kommt sie sogar in den Tropen Afrikas und Asiens vor, außerdem in Australien (Tasmanien) und Neuseeland.
Die Rasen-Schmiele ist in Mitteleuropa von der Ebene bis in voralpine Höhenstufen um etwa 1000 Meter verbreitet. Sie steigt in Graubünden am Piz Platta bis zu einer Höhenlage von 2790 Meter auf. In den Gebirgen des tropischen Afrika erreicht sie 4000 Meter, in Colorado 4300 Meter und in Tibet 5500 Meter.
Die Rasen-Schmiele ist in Mitteleuropa besiedelt feuchte bis nasse Wiesen, Weiden und Sümpfe. Nebenvorkommen gibt es in feuchten, lichten Laubwäldern und in Quellfluren. Dieses anspruchsvolle Gras bevorzugt milde bis mäßig saure, humose, nährstoffreiche Lehm- oder Tonböden. Die Rasen-Schmiele ist Ordnungskennart der Feuchtwiesen (Molinietalia caeruleae) und ist außerdem eine Begleitart der Bachquellkraut-Gesellschaften (Montio-Cardaminetalia). Sie findet sich außerdem in Gesellschaften sommergrüner Laubwälder (Querco-Fagetea). Man kann sie auch als gesellschaftsvag bezeichnen.
Die ökologischen Zeigerwerte nach Landolt et al. 2010 sind in der Schweiz: Feuchtezahl F = 4w+ (sehr feucht aber stark wechselnd), Lichtzahl L = 3 (halbschattig), Reaktionszahl R = x, Temperaturzahl T = 3 (montan), Nährstoffzahl N = 3 (mäßig nährstoffarm bis mäßig nährstoffreich), Kontinentalitätszahl K = 3 (subozeanisch bis subkontinental).
Landläufig wird die Rasen-Schmiele aufgrund ihrer schneidig-rauen Laubblätter häufig als Schneidegras bezeichnet. Vom Vieh wird sie wegen dieser Eigenschaft gemieden. In Wiesen und Weiden gilt die Rasen-Schmiele als verjüngungshemmend, an Gewässerufern fördert sie dagegen Verlandungsprozesse.

## Trivialnamen
Als weitere deutschsprachige Trivialnamen werden, zum Teil nur regional, auch die folgenden Bezeichnungen verwandt: Ackerriedgras, Ackerstraußgras, Glanzschmelen (Schlesien), Leethardel, Rabinen, Rabissgras, Rasenschmelen (Schlesien), Schmäle (Luzern, Basel), Schmalm (Bayern), Schmelchen (Bayern), Schmele (Österreich, Bayern, Schwaben, Wetterau), die Schmeler (Österreich), Schmelle (Schwaben), Schmiele (Schlesien, Schwaben), Schmillen (Siebenbürgen), Schmöllen (Salzungen), Schmolme (Coburg), Scholtgras (Oldenburg), Smele (Göttingen), Smelhe (mittelhochdeutsch), Smelohe (althochdeutsch) und Straußgras (Schlesien).